# Ruta T del metro de Nova York
La Ruta T serà un servei de ferrocarril metropolità subterrani del Metro de Nova York, als Estats Units d'Amèrica. El servei T és una ruta que circularà per la línia Second Avenue Subway (no confondre amb Second Avenue Line de la mateixa xarxa). Passarà al llarg de la Segona Avinguda de Manhattan des del Carrer 125 a Harlem fins a la Plaça de Hanover al districte Financer de Manhattan.